# Scirpus flaccidifolius
Scirpus flaccidifolius är en halvgräsart som först beskrevs av Merritt Lyndon Fernald, och fick sitt nu gällande namn av Alfred Ernest Schuyler. Scirpus flaccidifolius ingår i släktet skogssävssläktet, och familjen halvgräs. Inga underarter finns listade i Catalogue of Life.